# Grand Prix automobile du Brésil 1987
Résultats du Grand Prix du Brésil de Formule 1 1987 qui a eu lieu sur le circuit de Jacarepagua à Rio de Janeiro le 12 avril 1987.

## Classement
| Pos. | No | Pilote             | Écurie                 | Tours | Temps/Abandon                      | Grille | Points |
| ---- | -- | ------------------ | ---------------------- | ----- | ---------------------------------- | ------ | ------ |
| 1    | 1  | Alain Prost        | McLaren-TAG            | 61    | 1 h 39 min 45 s 141 (184,592 km/h) | 5      | 9      |
| 2    | 6  | Nelson Piquet      | Williams-Honda         | 61    | + 40 s 547                         | 2      | 6      |
| 3    | 2  | Stefan Johansson   | McLaren-TAG            | 61    | + 56 s 758                         | 10     | 4      |
| 4    | 28 | Gerhard Berger     | Ferrari                | 61    | + 1 min 39 s 235                   | 7      | 3      |
| 5    | 20 | Thierry Boutsen    | Benetton-Ford          | 60    | + 1 tour                           | 6      | 2      |
| 6    | 5  | Nigel Mansell      | Williams-Honda         | 60    | + 1 tour                           | 1      | 1      |
| 7    | 11 | Satoru Nakajima    | Lotus-Honda            | 59    | + 2 tours                          | 12     |        |
| 8    | 27 | Michele Alboreto   | Ferrari                | 58    | Sortie de piste                    | 9      |        |
| 9    | 10 | Christian Danner   | Zakspeed               | 58    | + 3 tours                          | 17     |        |
| 10   | 3  | Jonathan Palmer    | Tyrrell-Ford           | 58    | + 3 tours                          | 18     |        |
| 11   | 4  | Philippe Streiff   | Tyrrell-Ford           | 57    | + 4 tours                          | 20     |        |
| 12   | 14 | Pascal Fabre       | AGS-Ford               | 55    | + 6 tours                          | 22     |        |
| Abd. | 18 | Eddie Cheever      | Arrows-Megatron        | 52    | Surchauffe                         | 14     |        |
| Abd. | 12 | Ayrton Senna       | Lotus-Honda            | 50    | Pression d'huile                   | 3      |        |
| Abd. | 7  | Riccardo Patrese   | Brabham-BMW            | 48    | Batterie                           | 11     |        |
| Abd. | 8  | Andrea De Cesaris  | Brabham-BMW            | 21    | Différentiel                       | 13     |        |
| Abd. | 17 | Derek Warwick      | Arrows-Megatron        | 20    | Soupape                            | 8      |        |
| Abd. | 21 | Alex Caffi         | Osella-Alfa Romeo      | 20    | Problème physique                  | 21     |        |
| Abd. | 24 | Alessandro Nannini | Minardi-Motori Moderni | 17    | Perte d'une roue                   | 15     |        |
| Abd. | 9  | Martin Brundle     | Zakspeed               | 15    | Turbo                              | 19     |        |
| Abd. | 19 | Teo Fabi           | Benetton-Ford          | 9     | Surchauffe                         | 4      |        |
| Dsq. | 23 | Adrian Campos      | Minardi-Motori Moderni | 3     | Disqualifié                        | 16     |        |
| Np.  | 16 | Ivan Capelli       | March-Ford             |       | Moteur                             | 23     |        |

## Pole position et record du tour
- Pole position : Nigel Mansell en 1 min 26 s 128 (vitesse moyenne : 210,287 km/h).
- Meilleur tour en course : Nelson Piquet en 1 min 33 s 861 au 42e tour (vitesse moyenne : 192,962 km/h).

## Tours en tête
- Nelson Piquet : 11 (1-7 / 17-20)
- Ayrton Senna : 5 (8-12)
- Alain Prost : 45 (13-16 / 21-61)

## À noter
- 26e victoire pour Alain Prost.
- 56e victoire pour McLaren en tant que constructeur.
- 28e victoire pour TAG-Porsche en tant que motoriste.
- Adrian Campos est disqualifié pour une position incorrecte pendant la procédure de départ.